# Апам, Оньекачи
Оньекачи Апам (англ. Onyekachi Apam; род. 30 декабря 1986, Аба, Абиа) — нигерийский футболист, защитник.

## Карьера

### Клубная
Оньекачи Апам начинал футбольную карьеру в нигерийском футбольном клубе «Энугу Рейнджерс». В 2006 году оказался в системе подготовки французской «Ниццы». Защитник дебютировал в Лиге 1 29 октября 2006 года в матче против марсельского «Олимпика», заменив в перерыве встречи Оливье Веньо. За клуб с Лазурного Берега Апам выступал до окончания сезона 2009/10 и провёл в различных турнирах 113 матчей. Единственный гол за «Ниццу» защитник забил 8 февраля 2009 года в ворота лионского «Олимпика», реализовав передачу Оливье Эшуафни.
Летом 2010 года нигерийский футболист перешёл в «Ренн». В сезоне 2010/11 не провёл за «красно-чёрных» ни одного матча. Впервые сыграл за «Ренн» 15 декабря 2011 года в матче Лиги Европы против «Атлетико Мадрид».
19 сентября 2014 года Апам подписал контракт с клубом MLS «Сиэтл Саундерс». 6 октября 2014 года дебютировал за «Саундерс» в матче лиги резервистов MLS против «Колорадо Рэпидз». По окончании сезона 2014 «Сиэтл Саундерс» не стал продлевать контракт с Апамом.

### В сборной
В январе 2005 года участвовал в юношеском чемпионате Африки (до 20 лет), который проходил в Бенине. В финале турнира Нигерия обыграла Египет со счётом (2:0).
В составе нигерийской команды Оньекачи Апам принимал участие в олимпийском футбольном турнире в Пекине. На турнире защитник сыграл 5 матчей и стал вице-чемпионом Игр.
За первую сборную Нигерии Апам выступал с 2007 по 2010 год. В 2008 году защитник сыграл 1 матч на кубке африканских наций. Два года спустя футболист в составе сборной завоевал бронзовые медали турнира.

## Достижения
- Вице-чемпион мира среди молодёжи: 2005
- Вице-чемпион Олимпийских игр: 2008
- Бронзовый призёр Кубка африканских наций: 2010
- Финалист Кубка французской лиги: 2012/13

## Статистика
| Клуб             | Сезон   | Национальный чемпионат | Национальный чемпионат | Национальный чемпионат | Национальные кубки | Национальные кубки | Континентальные кубки | Континентальные кубки | Всего | Всего |
| Клуб             | Сезон   | Лига                   | Игры                   | Голы                   | Игры               | Голы               | Игры                  | Голы                  | Игры  | Голы  |
| ---------------- | ------- | ---------------------- | ---------------------- | ---------------------- | ------------------ | ------------------ | --------------------- | --------------------- | ----- | ----- |
| Ницца            | 2006/07 | Лига 1                 | 22                     | 0                      | 2                  | 0                  | 0                     | 0                     | 24    | 0     |
| Ницца            | 2007/08 | Лига 1                 | 30                     | 0                      | 1                  | 0                  | 0                     | 0                     | 31    | 0     |
| Ницца            | 2008/09 | Лига 1                 | 30                     | 1                      | 4                  | 0                  | 0                     | 0                     | 34    | 1     |
| Ницца            | 2009/10 | Лига 1                 | 23                     | 0                      | 1                  | 0                  | 0                     | 0                     | 24    | 0     |
| Всего за «Ниццу» |         |                        | 105                    | 1                      | 8                  | 0                  | 0                     | 0                     | 113   | 1     |
| Ренн             | 2011/12 | Лига 1                 | 12                     | 0                      | 3                  | 0                  | 1                     | 0                     | 16    | 0     |
| Ренн             | 2012/13 | Лига 1                 | 8                      | 0                      | 3                  | 0                  | 0                     | 0                     | 11    | 0     |
| Всего за «Ренн»  |         |                        | 20                     | 0                      | 6                  | 0                  | 1                     | 0                     | 27    | 0     |
| Всего            |         |                        | 125                    | 1                      | 14                 | 0                  | 1                     | 0                     | 140   | 1     |